# Жан-Жозеф Ваде
Ваде Жан-Жозеф (1719—1757) — французький поет і пісняр так званого «низького» жанру. Автор «простонародних пісень». Серед найпопулярніших — його «епіко-трагі-базарно-героїко-комічнапоема» «Зламана люлька».
Твори Ваде Жан-Жозефа опубліковані в 4-х томах у Парижі в 1758 році.